# Воловець (Каменський повіт)
Воловець (пол. Wołowiec) — село в Польщі, у гміні Ґольчево Каменського повіту Західнопоморського воєводства.
Населення — 103 особи (2011).
У 1975-1998 роках село належало до Щецинського воєводства.

## Демографія
Демографічна структура станом на 31 березня 2011 року:
|          | Загалом | Допрацездатний вік | Працездатний вік | Постпрацездатний вік |
| -------- | ------- | ------------------ | ---------------- | -------------------- |
| Чоловіки | 49      | 14                 | 32               | 3                    |
| Жінки    | 54      | 9                  | 36               | 9                    |
| Разом    | 103     | 23                 | 68               | 12                   |